# ایشلند (اوهایو)
ایشلند(به انگلیسی: Ashland) شهری در ایالت اوهایو کشور ایالات متحده آمریکا است که جمعیت آن در سرشماری سال ۲۰۱۰ میلادی، ۲۰٬۳۶۲ نفر بوده‌است.